# Res extra commercium
Res extra commercium, również res extra patrimonium – w prawie rzymskim rzeczy z góry wyjęte z majątku oraz z obrotu prawnego.
- Res extra commercium divini iuris – rzeczy wyjęte z obrotu na podstawie prawa boskiego
  - Res sacrae – rzeczy poświęcone kultowi religijnemu, np. świątynie, przedmioty kultu
  - Res religiosae – rzeczy poświęcone kultowi zmarłych, np. miejsca pochówku
  - Res sanctae – rzeczy oddane pod szczególną opiekę bogów, np. znaki graniczne oraz mury i bramy Rzymu i gmin italskich
- Res extra commercium humani iuris – rzeczy wyjęte z obrotu na podstawie prawa ludzkiego
  - Res omnium communes – rzeczy służące do powszechnego użytku: powietrze, woda płynąca, morze i brzegi morza
  - Res publicae – rzeczy należące do państwa i służące do użytku publicznego, np. rzeki spławne przez cały rok, drogi, porty